# 水之魔石
《水之魔石》（MIMANA IYAR Chronicle）是日本工画堂工作室在2004年发表的一款起初命名为，游戏平台Windows的2D角色扮演游戏。不过2008年制作方宣布将游戏平台改为PlayStation Portable。2009年2月，该游戏在PSP平台推出。该游戏经移植到Windows平台并进行修改后在两岸三地发售，但没有携带PSP版中的人物语音。

## 游戏背景
伊加，这个以当年的宏伟文明与繁盛经济为荣的星球。古王城拥有一座直通伊加之月的白塔——“亚尔特”，当年的王的伟绩与其英名，一起在广阔的星际之间传扬。但是一天，这荣华被大魔族法斯塔毁灭。在天空中闪耀的“亚尔特”放出恶魔之剑……利用地、水、火、风、暗、光六魔石的力量，大魔族法斯塔毁灭了大地的一切。
而后，大魔导师费雷斯拯救了混乱之极、文明被破坏殆尽的伊加。他利用魔法使得世界获得新生，恢复了平静。
在传说经历了漫长岁月后的如今，围绕魔法石的故事将再次开始。谁都不知道，新的故事中蕴藏着什么……

## 人物介绍
- 克雷斯·修特（クレイス・シュゼット，配音：铃木千寻）

本作主人公。是个厉害的魔法剑客，但如今为了支付在酒馆赌博所欠的赌资，从雇佣兵协会接一些杂乱的工作糊口。
- 赛菲·罗特霍恩（セフィ・ロートホルン，配音：纲挂裕美）

雇佣克雷斯的少女吟游诗人，通过配合手竖琴演奏的歌声来使用光系回复魔法和补助魔法。
- 梅尔罗兹·基修（メルローズ・キルシュ，配音：桑谷夏子）

拥有对魔法极端的癖好的少女。因感觉到克雷斯身上潜在的魔法能力和咒物反应，而紧随并研究着克雷斯。老是想象解剖一样破解克雷斯的秘密，是个有些难对付的人。
- 提侬·艾尔桑特（ティノン・エルサント，配音：又吉爱）

遍访世界各地进行武者修行的冒险少女。使用长刀，风系攻击魔法和辅助魔法运用自如。
- 帕提·修克雷尔（パルティ・シュクレール，配音：森泽芙美）

克雷斯的表妹，经营着名为“黑猫魔法店”的魔法商店。复苏系魔法的专家。